# Paul Robeson
Paul Robeson, celým jménem Paul LeRoy Bustill Robeson (9. dubna 1898 – 23. ledna 1976) byl americký vícejazyčný herec, sportovec, zpěvák, spisovatel, aktivista za lidská práva, nositel ocenění Spingarn Medal a Leninovy ceny míru.

## Životopis
Robeson se narodil v městě Princeton v americkém státě New Jersey. Jeho otec William Drew Robeson utekl z plantáží v Severní Karolíně, kde byl otrokem. Později ukončil svá studia na univerzitě v Lincolnu a stal se reverendem. Jeho matka Maria Louisa Bustillová pocházela z abolicionistické kvakerské rodiny. Paul měl celkem čtyři sourozence.

### Vzdělání
Paul Robeson získal akademické stipendium na univerzitě Rutgers v New Jersey. Zde se setkal se šikanou kvůli jeho barvě pleti. Robeson byl jen třetí afroamerický student, který měl možnost studovat na této škole. Po ukončení studia v Rutgers odjel do Harlemu a zde získal titul na Columbijské univerzitě v právním oboru. V době svých studií v letech 1920 až 1923 začal sportovat a hrát profesionálně americký fotbal v týmech Akon Pros a Milwaukke Badgers v NFL. Svá studia ukončil v roce 1923 a poprvé byl zaměstnán v právnické firmě v New Yorku. Zde skončil poté, co jej sekretářka odmítla poslechnout kvůli barvě jeho pleti. Později ještě studoval na Londýnské univerzitě obor orientálních a afrických studií.

## Herec a zpěvák
Robeson si získal slávu jako zpěvák díky svému specifickému bass-barytonovému hlasu. S herectvím začal v roce 1922, když hrál v Harlemu v YMCA. Během své umělecké kariéry si zahrál ve vícero filmech.
Robeson vystupoval a zpíval proti rasistickým podmínkám, které přežili Afroameričané a Asiaté, odsuzoval segregaci na americkém severu i jihu. Robeson také protestoval proti lynčování a v roce 1945 založil organizaci proti lynčování.
V roce 1948 Robeson aktivně vystupoval v prezidentské kampani, podporoval Henryho Agarda Wallace.

### Vztah se Sovětským svazem

Paul Robeson

Robeson, stejně tak jako i někteří jiní američtí intelektuálové té doby, podporoval Sovětský svaz. Poté, co žil jako druhořadý občan v USA kvůli zákonům Jima Crowa, to, co viděl v Sovětském svazu, ho přesvědčilo, že je to stát bez rasových předsudků. Svoje zkušenosti v Rusku popisoval takto: "Zde, poprvé v mém životě, mohu žit v plné lidské důstojnosti." 
Dne 8. června 1943 na největším prosovětském sjezdu, který se konal v USA (organizovala ho židovská antifašistická komise a předsedal mu Albert Einstein) se Robeson setkal s Solomonem Michoelsem, populárním hercem a ředitelem Moskevského státního židovského divadla a židovským básníkem Icikem Fefferem.

### Mezinárodní zákaz cestování
V roce 1950 poté, co Paul Robeson odmítl podepsat prohlášení, že není komunista  , mu Ministerstvo zahraničních věcí USA odebralo cestovní pas, a tím i omezilo jeho svobodu vycestovat za hranice Spojených států. Když se Paul Robeson a jeho právníci setkali s úředníky z ministerstva, zeptali se jich, proč je "nepřijatelné pro Spojené státy", aby cestoval za hranice Ti jim odpověděli, že jeho častá kritika péče o černé občany v USA by neměla být zveřejněna v zahraničí.
Tento zákaz byl ukončen až v roce 1958 rozhodnutím Nejvyššího soudu USA. Ten rozhodl, že úředník nemá právo odepřít občanovi cestovní pas, nebo nutit kohokoliv podepsat prohlášení kvůli jeho politické příslušnosti.
Kvůli kontroverznosti jeho osoby byla většina jeho filmů a hudební nahrávky staženy z oběhu a staly se těžko dostupné pro diváky a posluchače. Až do konce 70. let 20. století bylo téměř nemožné slyšet Paula Robesona v americkém rozhlase.